# Сховище (фільм, 2010)
«Сховище» (англ. Shelter) — містичний трилер дуету режисерів Манса Марлінда і Бйорна Стейна. Головні ролі у фільмі виконують Джуліанна Мур та Джонатан Ріс-Маєрс.

## Зміст
Мати-одиначка і практикуючий психіатр Кара Гардінґ веде тему викриття ідеї про синдром роздвоєння особистості. Та одного разу вона стикається з пацієнтом, чия хвороба не піддається раціональному поясненню: під личиною звичайної людини живе демон, який краде душі мертвих.

## У ролях
- Джуліанн Мур — Кара Гардінг
- Джонатан Ріс-Маєрс — Преподобний Крістіан Мур / Адам Сейбер / Девід Бернберг / Уеслі Кріт
- Джеффрі ДеМанн — доктор Гардінг
- Френсіс Конрой — Діта Бернберг
- Нейт Кордрі — Стівен Гардінг

## Зйомки
Зйомки фільму проходили в Піттсбурзі, починаючи з березня 2008 року. Дата релізу у США була встановлена на лютий 2011 року, реліз у Великій Британії — 9 квітня 2010 року.

## Знімальна група
- Режисер — Макс Марнлінд, Бйорн Стейн
- Сценарист — Майкл Куні
- Композитор — Джон Фріззелл